# Ghiacciaio Kamp
Il ghiacciaio Kamp (in norvegese la parola "kamp" significa "dirupo") è un ghiacciaio lungo circa 13 km situato sulla costa della Principessa Ragnhild, nella Terra della Regina Maud, in Antartide. Il ghiacciaio, il cui punto più alto si trova a circa 900 m s.l.m., si trova in particolare nei monti Sør Rondane, dove fluisce verso nord-ovest scorrendo tra i colli Austkampane, a ovest, e il colle Nordhaugen e il colle Sørhaugen, a est.

## Storia
Il ghiacciaio Kamp è stato mappato nel 1957 da cartografi norvegesi grazie a fotografie aeree scattate nel corso dell'operazione Highjump, 1946-1947, ed è stato da essi battezzato con il suo attuale nome.